# Turismo en Filipinas

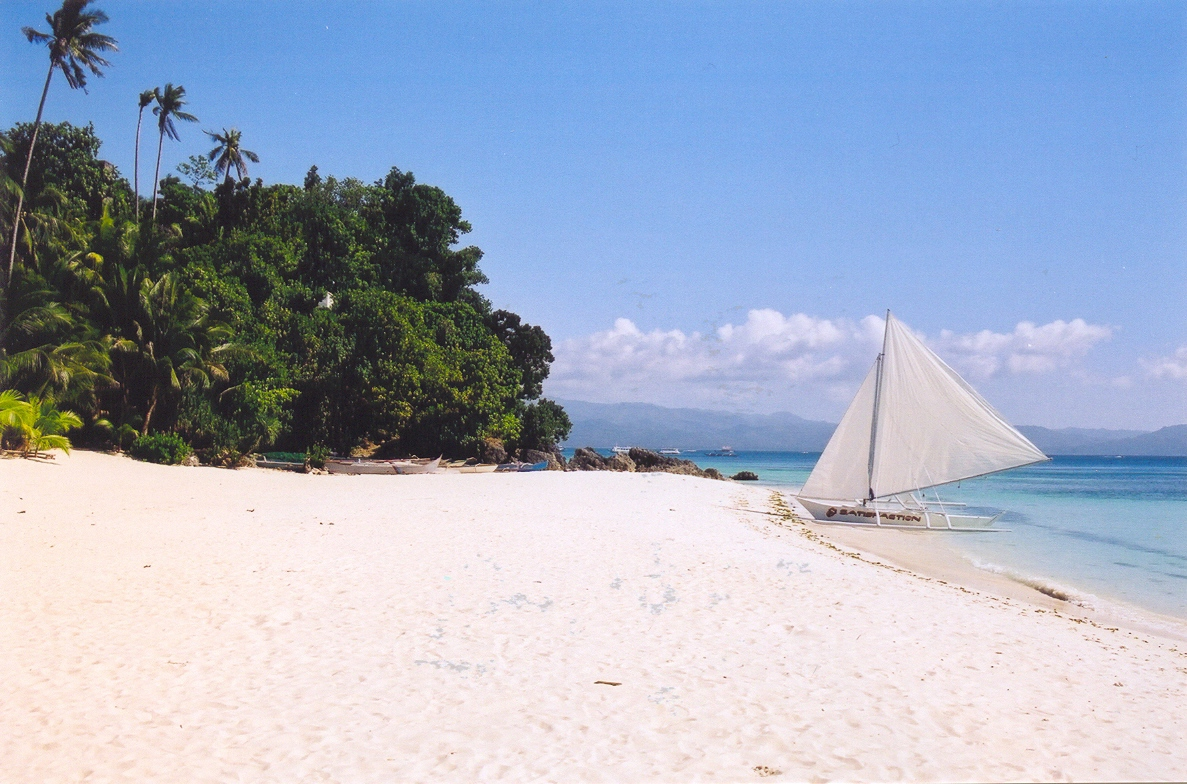
Playa en la isla de Borácay.

El turismo es una de las industrias principales de Filipinas, un archipiélago de 7,107 islas. Sus dos metrópolis más grandes—Manila, la capital, y Cebú—son unos de los más cosmopolitas en el Sudeste Asiático. El resto del país se conoce por la belleza de su diversa naturaleza.

## Estadísticas
| Estadísticas del turismo             | Estadísticas del turismo |
| Año                                  | Turistas Extranjeros     |
| ------------------------------------ | ------------------------ |
| 1999                                 | 762.704                  |
| 2000                                 | 869.665                  |
| 2001                                 | 1.495.339                |
| 2002                                 | 2.106.468                |
| 2003                                 | 1.067.219                |
| 2004                                 | 1.285.623                |
| 2005                                 | 1.413.883                |
| 2006                                 | 1.993.364                |
| 2007                                 | 2.911.254                |
| 2008                                 | 2.944.135                |
| 2009                                 | 3.017.099                |
| 2010                                 | 3.520.471                |
| 2011                                 | 3.917.454                |
| 2012                                 | 4.272.811                |
| * Excluyendo a filipinos extranjeros |                          |

Las Filipinas clasifican a turistas como turistas extranjeros, turistas domésticos, y filipinos que viviendo en el extranjero. La estadística oficial del Departamento de Turismo muestra a un aumento estable en total turistas. Aparte de viajeros de vacaciones, las llegadas turísticas son atribuidas a convenciones locales e internacionales.

## Lugares de interés

### Historia y Cultura

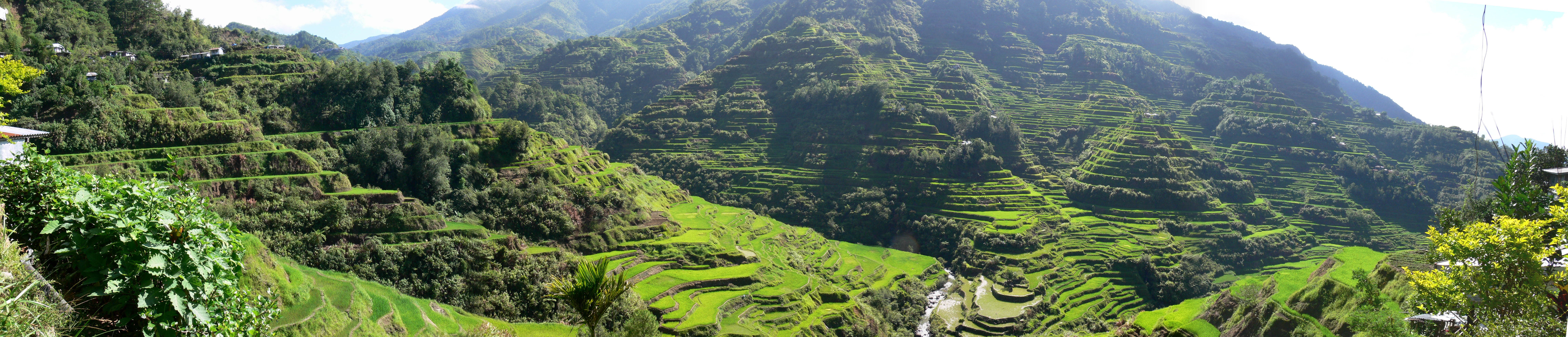
Los Arrozales en Terrazas en Banaue.

- Banaue y sus Arrozales en Terrazas
- Lapu-Lapu, donde ocurrió la Batalla de Mactán
- Manila, incluyendo los Intramuros y Rizal Shrine entre otros
- Vigan

| Lugar       | Museo                                                                       | Descripción | Dirección                                                                                                |
| ----------- | --------------------------------------------------------------------------- | --- | --- |
| Manila      | Bahay Tsinoy                                                                | Una típica casa china en filipinas | Kaisa Heritage Center, 32 Anda corner Cabildo Streets, Intramuros, Manila                                |
|             | Casa Manila                                                                 | Una típica casa española colonial en filipinas | General Luna Street, Intramuros, Manila                                                                  |
|             | San Agustín Museum                                                          | Museo de la Iglesia con una colección de arte religioso católico | San Agustín Monastery, General Luna Street Corner Real, Intramuros, Manila                               |
|             | National Museum of the Philippines                                          | Un museo nacional que demuestra la cultura filipina | P. Burgos Avenue, Manila                                                                                 |
|             | Malacañang Museum                                                           | Museo en el palacio presidencial | Malacañang Palace Complex, J.P. Laurel Street, San Miguel, Manila                                        |
|             | Metropolitan Museum of Manila                                               | Un museo de artes contemporáneos | Bangko Sentral ng Pilipinas Complex, Roxas Boulevard, Manila                                             |
|             | Museum of Contemporary Arts and Design                                      | Un museo universitario de artes contemporáneos filipinos | College of Saint Benilde, 950 P. Ocampo Street, Malate, Manila                                           |
|             | The Museum                                                                  | Un museo de artes contemporáneos filipinos | De La Salle University, 2401 Taft Avenue, Manila                                                         |
|             | UST Museum                                                                  | El Museo más antiguo existente en las Filipinas. Tiene una exhibición permanente de especímenes de historia natural, monedas, medallas, recuerdos, materiales etnográficos y objetos de Artes orientales. | University of Santo Tomas Main Building, España Boulevard, Sampaloc, Manila                              |
|             | Museo Pambata                                                               | Un museo para los niños interactivo y desarrollante | Roxas Boulevard corner South Drive, Ermita, Manila                                                       |
| Pasay       | CCP Museo ng Kalinangang Pilipino and Asian Traditional Musical Instruments | Museo de las artes escénicas. | Tanghalang Pambansa CCP Complex, Roxas Boulevard, Pasay                                                  |
|             | GSIS Museo ng Sining                                                        | Museo de Artes Filipinas | Macapagal Avenue, Financial Center, Pasay                                                                |
| Makati      | Ayala Museum                                                                | Museo de Artes Filipinas | Makati Avenue corner De La Rosa Street, Greenbelt Park, Makati                                           |
|             | Yuchengco Museum                                                            | Un museo de artes filipinas y filipina-chinas | RCBC Plaza, Ayala corner Senator Gil Puyal Avenue, Makati                                                |
| Pasig       | Lopez Memorial Museum                                                       | Un museo de artes contemporáneos filipinos | Benpres Building, Exchange Road corner Meralco Avenue, Pasig                                             |
| Quezon City | Ateneo Art Gallery                                                          | El primer museo de arte moderno y contemporáneo en Filipinas | Special Collections Building, Ateneo de Manila University, Katipunan Avenue, Loyola Heights, Quezon City |
|             | Jorge B. Vargas Museum and Filipiniana Research Center                      | El único museo de filipinas, con una amplia gama de Artes Filipinas desde la década de 1880 hasta el 1960.                                                                                                | Roxas Avenue, University of the Philippines, Diliman, Quezon City                                        |
| Taguig      | Mind Museum                                                                 | Un museo de la ciencia en Filipinas. | J.Y. Campos Park, 3rd Avenue, Bonifacio Global City, Taguig                                              |

### Naturaleza

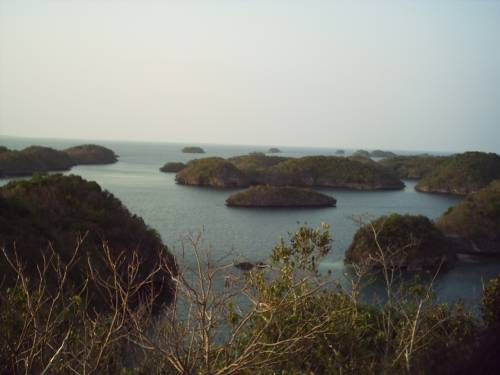
El Parque Nacional de las Cien Islas en Alaminos y Anda.

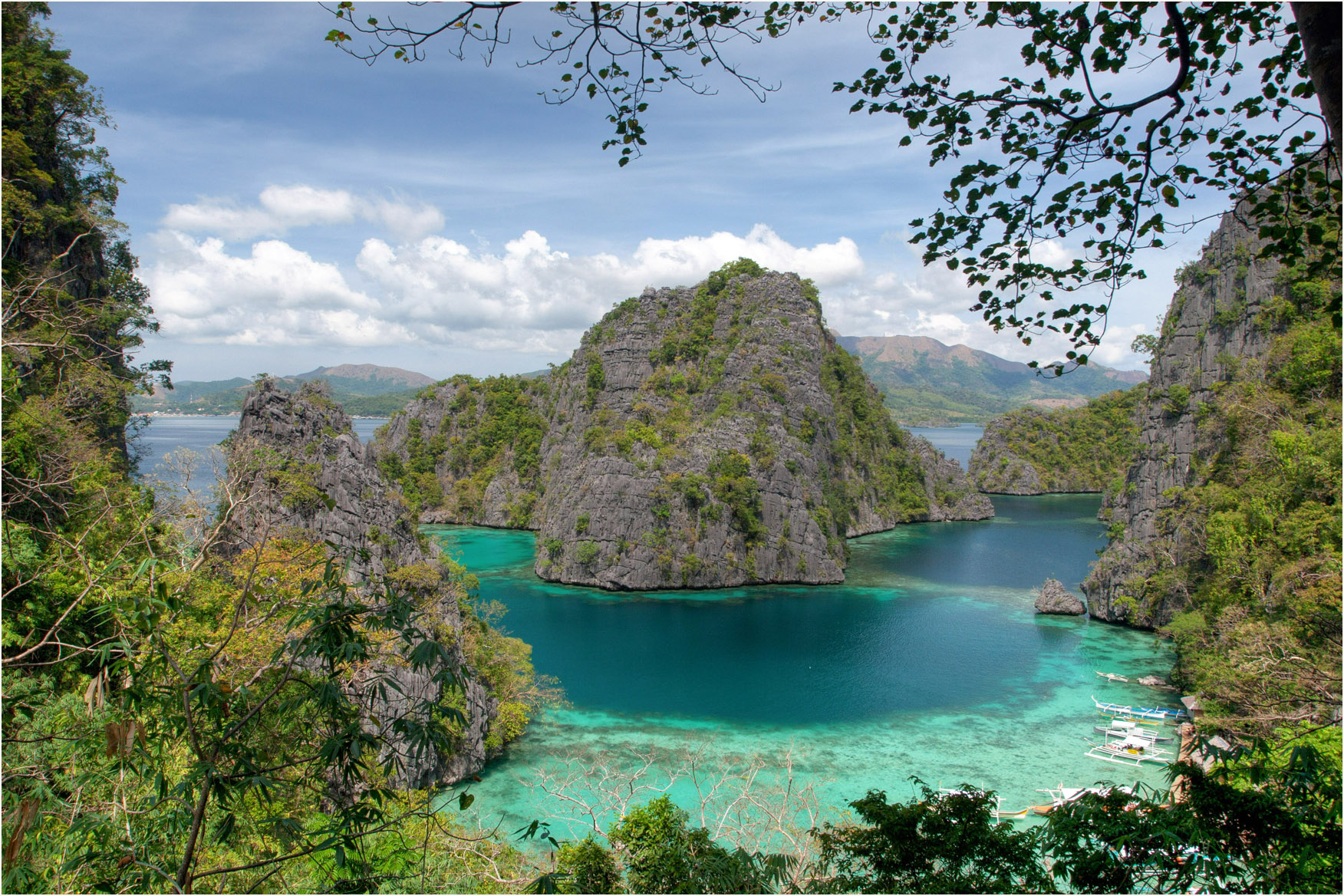
Corón, Palawan, conocido por sus barcos hundidos de Segunda Guerra Mundial.

En Luzón y Mindanao se encuentran montañas, valles y otros. Los llanuras primeramente se encuentra en Luzón. La mayoría de las islas en Filipinas y las más pequeñas se encuentran en Bisayas.
- Arrecife de Tubbataha
- Borácay en Malay
- Cien Islas en Alaminos y Anda
- Colinas de Chocolate en Bohol
- Monte Mayon en Legazpi
- Isla de Panglao en Bohol
- Monte Pinatubo en Luzón Central
- Puerto Galera
- Río Subterráneo de Puerto Princesa
- Sagada
- Samal
- Volcán Taal en Batangas
- Turtle Islands en Tawi-Tawi

### Aventura y Otros
- Manila Ocean Park es un Oceanario ubicado en el Parque de Rizal, Manila.
- Resorts World Manila es un casino resort, situado en Newport City, Manila.
- Enchanted Kingdom en Sta. Rosa, Laguna, a sólo 1 hora en coche desde Manila, es un parque temático con atracciones como roller coaster.

### Vida nocturna
- Gran Manila
- Gran Cebú
- Borácay en Malay

## Festivales
| Mes        | Festival          | Lugar                     |
| ---------- | ----------------- | ------------------------- |
| Enero      | Ati-Atihan        | Kalibo, Aklan             |
|            | Sinulog           | Cebú                      |
|            | Dinagyang         | Iloilo                    |
| Febrero    | Panagbena         | Baguio City               |
|            | Kaamulan          | Bukidnon                  |
| Marzo      | Paraw Regatta     | Iloilo City and Guimaras  |
|            | Pintados de Passi | Passi City, Iloilo        |
|            | Araw ng Dabaw     | Davao                     |
| Abril      | Moriones          | Marinduque                |
| Mayo       | Magayon           | Albay                     |
|            | Pahiyas           | Lucban, Quezon            |
|            | Sanduguan         | Calapan, Oriental Mindoro |
| Junio      | Kadayawan         | Davao                     |
| Septiembre | Peñafrancia       | Naga, Bicol               |
| Octubre    | MassKara          | Bacolod                   |
| Noviembre  | Higantes          | Angono, Rizal             |